# Латорица
Латорица (на украински: Латориця; на словашки: Latorica; на унгарски: Latorca) е река в Украйна и Словакия.
Реката извира на 850 m н.в. от южните склонове на Полонинска планина. Тече отначало на юг. След това в Свалява завива на югозапад. Течейки през Мукачево, тя навлиза в Карпатската низина, променя посоката на запад и пътят ѝ става извиващ се. В по-нататъшния ход реката преминава град Чоп, в този момент тя се приближава към Тиса на разстояние от няколко километра и след това при селище Соломоново пресича украинско-словашката граница. Приема най-големия си приток – Лаборец, завива на югозапад и близо до село Земплин се влива в река Ондава, създавайки река Бодрог. Дължината ѝ е 188 km. Площта на водосборния басейн на реката е 7680 km2. Среден годишен отток в град Чоп е 37 m3/s.
Основни притоци са: Жденивка, Пиня, Матекова, Визниция, Стара, Лаборец, Вича, Свалявка, Коропец.